# Dave Audé
Dave Audé (* 1969) ist ein US-amerikanischer Remixer und House-DJ, der seit Anfang der 1990er Jahre aktiv ist.
2010 wurde er für den Grammy im Bereich Remix für den Titel I Want You nominiert. 2016 konnte er den Preis für seinen Remix von Uptown Funk in Empfang nehmen.
Seit 1999 sind seine Remixe in den US-Dance-Charts von Billboard vertreten. Bis 2022 gelangen ihm als Künstler 14 Nummer-eins-Hits. Des Weiteren war er an 135 Nummer-eins-Hits als Remixer beteiligt.
Er remixte Titel für eine große Anzahl von bekannten Künstlern aus den unterschiedlichsten Genres, darunter Korn, Will.i.am, Rihanna, Yoko Ono, The Pussycat Dolls, Lady Gaga, Britney Spears, Jelena Katina, John Legend oder Jennifer Lopez.
Audé ist verheiratet und zwei Söhne und eine Tochter.